# Telenomeuta
Telenomeuta är ett släkte av fjärilar. Telenomeuta ingår i familjen mätare.
Kladogram enligt Catalogue of Life:
| Telenomeuta | \| \| Telenomeuta inconspicua \| \| \| \| \| \| Telenomeuta punctimarginaria \| \| \| \| |
|             | \| \| Telenomeuta inconspicua \| \| \| \| \| \| Telenomeuta punctimarginaria \| \| \| \| |
|             | Telenomeuta inconspicua                                                                  |
|             |                                                                                          |
|             | Telenomeuta punctimarginaria                                                             |
|             |                                                                                          |